# 2 Pegasi
2 Pegasi, som är stjärnans Flamsteed-beteckning, är en ensam stjärna belägen i den östra delen av stjärnbilden Pegasus. Den har en  skenbar magnitud på ca 4,52 och är svagt synlig för blotta ögat där ljusföroreningar ej förekommer. Baserat på parallaxmätning inom Hipparcosuppdraget på ca 8,3 mas, beräknas den befinna sig på ett avstånd på ca 394 ljusår (ca 121 parsek) från solen. Den rör sig närmare solen med en heliocentrisk radialhastighet av ca -19 km/s.

## Egenskaper
Primärstjärnan 2 Pegasi A är en röd till orange jättestjärna av spektralklass M1+ III, som förbrukat förrådet av väte i dess kärna, befinner sig på asymptotiska jättegrenen och utvecklas bort från huvudserien. Den har en radie som är ca 55 solradier och utsänder ca 653 gånger mera energi än solen från dess fotosfär vid en effektiv temperatur på ca 3 900 K. Stjärnans vinkeldiametern mätt genom interferometri, efter korrigering för randfördunkling, är 4,52 ± 0,05 mas, som på det beräknade avståndet motsvarar en fysisk radie av ca 59 gånger solens radie.
2 Pegasi är en misstänkt variabel, som har visuell magnitud +4,56 och varierar utan någon fastställd amplitud eller periodicitet. Den har en visuell följeslagare, betecknad 2 Pegasi B, av magnitud 12,7 vid en vinkelseparation av 30,4 bågsekunder.